# Les Aventures du capitaine Alatriste
Pour les articles homonymes, voir Alatriste.
Les Aventures du capitaine Alatriste est une suite romanesque qui relève des genres du roman historique et du roman de cape et d'épée. Elle a été écrite par l'écrivain espagnol Arturo Pérez-Reverte dans les années 1990-2010. Ces romans sont à la fois des récits d'aventure et une peinture précise et très vivante de l'Espagne du Siècle d'or (XVIIe siècle). Les romans ont fait l'objet d'adaptations sur différents supports (bande dessinée, cinéma, télévision, jeu).
Alatriste est un redoutable et vieux soldat des Tercios espagnol, loyaliste et à l'honneur chatouilleux, qui loue son épée quand il n'est pas en campagne et qu'il est désargenté. Il n'a aucun grade de capitaine. 
La narration est effectuée par Inigo Balboa, longtemps après les évènements. Inigo est le fils d'un collègue d'Alatriste mort en Flandres et qui a été confié comme valet à Alatriste et deviendra comme lui, soldat, puis officier. Un spadassin italien nommé Gualterio Malatesta sert d'adversaire récurrent à Alatriste.   
Alatriste meurt lors de la bataille de Rocroi.

## Élaboration des romans

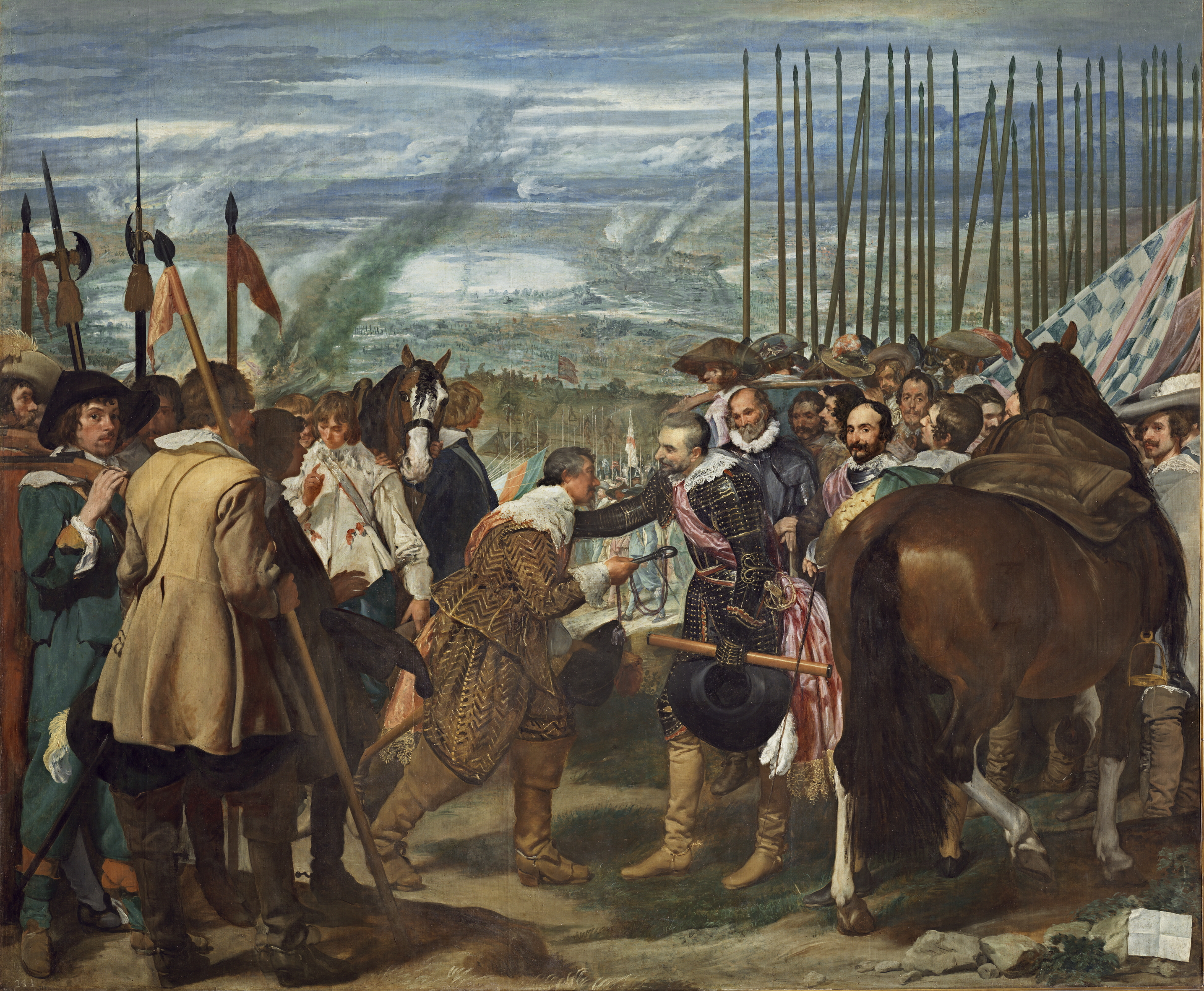
La Reddition de Breda, tableau de Velázquez (Musée du Prado, 1634-35) qui a servi d'inspiration au troisième volume de la série.

Arturo Perez-Reverte co-signe le premier tome des aventures du capitaine Alatriste avec sa fille .

## Ouvrages
- Le Capitaine Alatriste ((es) El capitán Alatriste, 1996)

Le "capitaine" Alatriste est recruté comme tueur à gages pour une mission où ses puissants commanditaires lui donnent des instructions contradictoires. 
- Les Bûchers de Bocanegra ((es) Limpieza de sangre, 1997)

Alatriste est recruté comme homme de main pour une affaire qui tourne mal. Inigo est capturé par l'Inquisition. 
- Le Soleil de Breda ((es) El sol de Breda, 1998)

La campagne d'Alatriste en Flandres avec son valet inigo Balboa.
- L'Or du roi ((es) El oro del rey, 2000)

Alatriste doit empêcher avec une bande de malfrats recrutés pour l'occasion le détournement par des intérêts privés d'une importante cargaison d'or en provenance d'Amérique et appartenant au trésor espagnol.
- Le Gentilhomme au pourpoint jaune ((es) El caballero del jubón amarillo, 2003)

Pour deux tentatives de régicide, Alatriste qui est d'un loyalisme absolu, mais courtise la même actrice que le roi, doit être considéré comme responsable.
- Corsaires du Levant ((es) Corsarios de Levante, 2006)

Alatriste et Inigo Balboa devenu soldat lui aussi s'engagent à Naples dans les galères et font campagne contre les turcs.
- Le Pont des assassins ((es) El puente de los asesinos, 2012)

Alatriste et quelques soldats dont Inigo sont envoyés à Venise pour assassiner le Doge lors de la nuit de Noël. 
Arturo Pérez-Reverte prévoit la publication de deux livres supplémentaires :
- La venganza de Alquézar
- Misión en París

## Adaptations

### Jeu de rôle
La série de romans a été adaptée en un jeu de rôle sur table, le Juego de rol del capitán Alatriste (Jeu de rôle du capitaine Alatriste), écrit par  Ricard Ibáñez (également auteur du jeu de rôle Aquelarre) et publié en 2002 à Barcelone par les éditions Devir Iberia. Le jeu comprend des illustrations de Joan Mundet. Le jeu donne lieu à deux suppléments : Juego de damas (paru en avril 2003) et Maestros de esgrima (paru en mars 2004), tous deux écrits par le même auteur que le jeu de base.

### Cinéma
Un film  adapté des romans a été tourné en Espagne et réalisé par le cinéaste espagnol Agustín Díaz Yanes. Il est sorti en 2006, sous le titre Capitaine Alatriste, avec Viggo Mortensen dans le rôle du capitaine.  L'histoire est un condensé de différents éléments des six premiers romans et s'étend depuis la mort du père du jeune Íñigo dans les Flandres en 1622 jusqu'à la mort d'Alatriste à la bataille de Rocroi en 1643.

### Bande dessinée
Les Éditions du Seuil publient en 2008 (DL avril 2008 -  (ISBN 978-2-02-092840-3)) une bande dessinée en broché-collé de 176 pages en noir et blanc, sur un scénario de Carlos Giménez et des dessins de Joan Mundet (es) intitulée: Le Capitaine Alatriste en langue française. 

### Télévision
En 2014, le groupe Mediaset España revisite le cycle de roman de cape et d'épée sous la forme d'une série télévisée en une saison. Enrique Urbizu est à la réalisation et Aitor Luna interprète le fameux Capitan. On y retrouve également Natasha Yarovenko, Lucia Jiménez, Diana Gómez et Aura Garrido dans les rôles de Maria de Castro, Caridad, de l'infante Marie-Anne et d'Inés de Castro.
La série El Capitan est diffusée en France sur Arte à l'été 2015.

## Postérité
Le groupe de folk metal espagnol Mägo de Oz, évoque le capitaine Alatriste et Arturo Perez-Reverte dans la chanson "La cruz de Santiago", incluse dans son album Finisterra, paru en 2000.